# Pedro Alpiarça
Pedro Francisco Antunes Alpiarça (1958 — Lisboa, 20 de Setembro de 2007) foi um actor português.

## Biografia
Iniciou-se como actor nas cooperativas de produção teatral independente, que marcaram a actividade cultural underground na década de 1980. Ao mesmo tempo experimentava o teatro amador nas peças do Grupo de Teatro do Marítimo Atlético Clube, além do teatro universitário, enquanto estudante da Faculdade de Belas Artes da Universidade de Lisboa no Curso de Pintura. Ao lado de Pedro Wilson e Rui Pisco passaria para o colectivo Máscara, dedicando-se ao teatro infanto-juvenil. Mais tarde, n' A Barraca, participou nas peças Liberdade em Bremen de Rainer Werner Fassbinder, O Avarento de Moliére, Floresta de Enganos de Gil Vicente ou A Cantora Careca, de Ionesco. Nos últimos anos de vida, mantinha colaborações com O Nariz e com o Teatroesfera, além do Teatro Mínimo, de que foi um dos fundadores. A par disso, desenvolveu diversas acções de animação teatral e formação de actores. 
Foi actor regular na televisão, tendo participado num sem número de séries e sitcoms como Nico d' Obra (1997), Os Malucos do Riso (1998), Não és Homem Não és Nada (1999), Fábrica das Anedotas (2001), Maré Alta (2004) e O Prédio do Vasco (2006). No cinema, teve participações nas longas-metragens Glória, de Manuela Viegas (1999), e Dot.com, de Luís Galvão Teles (2007).

## Morte
Devido ao desemprego e depressão, Pedro Alpiarça partiu uma janela do Hospital de Santa Marta em Lisboa e suicidou-se atirando-se desde o 5º andar. Foi, dia 21 de Setembro de 2007, velado na Sociedade de Instrução Guilherme Cossoul, em Lisboa.

## Filmografia
- Dot.com (2007)